# Tania Antoshina
Tania Antoshina (russe : Таня Антошина, Татьяна Константиновна Антошина; également translittéré comme Tatiana Antoshina, Tania Antoshina, Tanya Antoshina, Tatjana Antoschina, Tatyana Antoschina, Tatjana Antosjina. De 1977 à 1997, elle porte le nom de famille Машукова (Tatyana Mashukova)). 

## Biographie
Tania Antoshina, née le 1er mai 1956 à Krasnoyarsk (Sibérie, Union soviétique), est une « French-Russian - femme artiste ultra contemporaine». Conservatrice de musée, docteure en Histoire de l'art, elle l'une des premières participantes au mouvement de genre dans l'art de Moscou.
En 1991, elle termine des études de troisième cycle à l'académie d'Art et d'Industrie Stroganov en Beaux-arts, puis poursuit en Design au Laboratoire de design moderne, depuis 1994.
Antoshina est membre de l'Union des artistes de Moscou. Son travail a été largement exposé, y compris à la Biennale de Venise, dont notamment en 2015 dans le Pavillon de Maurice (Le Pavillon de Maurice a été introduit en 2015 avec une exposition From One Citizen You Gather an Idea), et fait partie des collections permanentes de plusieurs musées,.
Tania est une artiste multimédia féministe, fondatrice du néo-syncrétisme dans l'art contemporain. Ses sujets de prédilection sont l'écologie, l'espace, le vol dans le ciel et la liberté des femmes.
Elle joue de la multiplicité des points de vue. Il est essentiel à ses yeux que l'Art — non seulement reflète, — mais aussi modèle le monde.

## Collections
- Musée russe, Saint-Pétersbourg, Russie;
- Galerie Tretiakov, Moscou, Russie;
- Centre national des arts contemporains, Moscou, Russie;
- MUMOK, Vienne, Autriche;
- Nouveau Musée Weserburg Bremen, Brême, Allemagne;
- Musée national des femmes dans les arts, Washington DC, États-Unis;
- Corcoran Art Museum, Washington DC, États-Unis;
- Musée de l'Université américaine, Washington DC, États-Unis;
- Collection Art Omi anciennement Centre international des arts d'Omi, New York, États-Unis;
- Mint Museum, Charlotte, Caroline du Nord, États-Unis;
- Musée d'art contemporain Casoria, Naples, Italie;
- Musée olympique des beaux-arts, Pékin, Chine;
- Penang State Museum and Art Gallery, Penang, Malaisie;
- Musée des arts décoratifs appliqués et populaires, Moscou, Russie;
- Musée d'art contemporain de Perm, Perm, Russie;
- Centre muséal «Place de la Paix», Krasnoïarsk, Russie;
- Asia-Pacific Institute of Art & Research, Jeollabuk-do, Corée du Sud;
- La Francis J. Greenburger, New York, États-Unis;
- Fondation artistique Kolodzei, New York, États-Unis;
- collection de Tony Podesta, Washington, États-Unis;
- collection de Ed Sheeran, Londres, Royaume-Uni;
- collection de Sir Elton John, Londres, Royaume-Uni.

## Expositions sélectionnées

### Expositions personnelles
- Tania Antoshina : L'arche de l’espace, Galerie Vallois Art Moderne et Contemporain, Paris, 2023;
- Terre Froide. Contes du Nord, Zara Centre d'Art Contemporain, Vladivostok, 2017-2018;
- Reggae Féminisme ou Mars 88, Dukley Art Center, Kotor, Monténégro, 2017;
- Musée de la Femme, Podgorica Museums & Galleries, Gallery Art, Podgorica, Monténégro, 2015;
- Terre froide, Centre muséal «Place de la Paix», Krasnoyarsk, Russie, 2014;
- Mes Artistes Préférés, Galerie Vallois Art Moderne et Contemporain, Paris, France, 2010;
- Alice et Gagarine, VP Studio, Moscou, Russie, 2010;
- Mes Artistes Préférés, Mario Mauroner Gallery, Vienne, Autriche, 2008;
- Voyageurs de l'Espace, Galerie Guelman, Moscou, Russie, 2006;
- Musée de la Femme, White Space Gallery, Londres, Royaume-Uni, 2004[4];
- Le Voyeurisme d'Alice Guy, Galerie Guelman, Moscou, Russie, 2002;
- Musée de la Femme, Florence Lynch Gallery, NY, US, 2001[5];
- Avril à Moscou, Galerie Guelman, Moscou, Russie, 1999;
- Musée de la Femme, Guelman Gallery, Moscou, Russie, 1997[6];
- Femmes de Russie, Galerie Guelman, Moscou, Russie;
- Vers la Couchette, Expo 88, Moscou, Russie, 1996;
- Le Chien des Baskerville, Regina Gallery, Moscou, Russie, 1992.

### Expositions collectives
- 26e Biennale Internationale de Vallauris / Création contemporaine et céramique, Vallauris, France, 2024;
- Mot vidéo: Chambre noire - Le cinquième projet spécial de Magmart, Musée d'art de Torrance, Torrance, États-Unis, 2021;
- Se déplace comme Walter: de nouveaux conservateurs ouvrent la collection Corcoran Legacy, Musée de l'Université Américaine, Centre d'art Katzen, Washington, DC, États-Unis, 2019;
- Du non-conformisme aux féminismes : les femmes artistes russes de la Kolodzei Art Foundation, Musée d'art russe (TMORA), Minnesota, États-Unis, 2018-2019;
- 18e Biennale d’Art asiatique Bangladesh, Académie Shilpakala du Bangladesh, Académie nationale des beaux-arts et des arts du spectacle, Dacca, 2018;
- Les femmes au travail : renverser le féminin dans la Russie post-soviétique, White Space Gallery, Londres, Royaume-Uni, 2018;
- Émeutes d’Art : Actionnisme Post-soviétique, Saatchi Gallery, Londres, Royaume-Uni, 2017-2018;
- 17e Biennale d'art asiatique Bangladesh, Galerie nationale d'art de l'Académie Shilpakala du Bangladesh, Dacca, Bengladesh, 2016;
- 56e Biennale de Venise, Pavillon d'État de l'île Maurice, 2015[7];
- Vérification du Sexe, MUMOK, Vienne, Autriche, 2012;
- Moscou — NY = Jeu Parallèle, Chelsea Art Museum, New York, États-Unis, 2008[1];
- Deuxième Biennale d'art contemporain de Moscou, Moscou, Russie, 2007[4];
- SIGHT/INSIGHT, Corcoran Art Museum, Washington DC, États-Unis, 2006;
- Photos Londres, Royal Academy of Arts, Londres, Royaume-Uni, 2005;
- Après le Mur, Galerie nationale, Berlin, Hamburger Bahnhof, Allemagne, 2001[8];
- Après le Mur, Musée Ludwig, Budapest, Hongrie, 2000;
- After the Wall, Moderna Museet, Stockholm, 1999[8].

## Honneurs et récompenses
- Bourse de la Résidence Centre d'Art Contemporain « Zarya », Vladivostok, Russie, 2017;
- Bourse de la Résidence Dukley Art Center, Kotor, Monténégro, 2017;
- Bourse de la Résidence Dukley Art Center, Kotor, Monténégro, 2015;
- Bourse de la résidence  KRITI Varanasi, Inde, 2013;
- Bourse de la résidence  MARIPOSA Îles Canaries, Espagne, 2012;
- Médaille d'or d'art olympique, Olympic Fine Arts, Londres, Royaume-Uni, 2012;
- Prix Alternatif "Russian Activist Art", Moscou, Russie, 2012;
- Médaille d'or d'art olympique, Beaux-arts olympiques, Pékin, Chine, 2008;
- Prix des Cinq Anneaux, Concours olympique de conception de sculptures paysagères, Pékin, Chine, 2008;
- Lauréat du festival vidéo Magmart, Naples, Italie, 2005;
- Bourse de la résidence Omi International Arts Center, NY, États-Unis, 2005;
- Lauréat du « Silver Camera », Musée d'art multimédia, Moscou, 2005;
- Lauréat du « Silver Camera », Musée d'art multimédia, Moscou, 2002;
- Bourse de la résidence Yaddo, New York, États-Unis, 2001;
- Lauréat du concours « Russie moderne », Centre photo sur le boulevard Gogol, Moscou, Russie, 2001;
- Participant du Symposium International Céramique - Peinture - Graphique Bad Lippspringe, Allemagne, 1992;
- Meilleur rapport à la Conférence scientifique des étudiants et enseignants de troisième cycle de l'Institut des arts industriels de Moscou, Moscou, Russie, 1985;
- Médaille d'argent du VDNH pour le travail d'enseignement, Moscou, Russie, 1985;
- Meilleur professeur de l'Académie d'art de Krasnoïarsk, Krasnoïarsk, Russie, 1984.

## Projets de commissariat
- La Quête du Pouvoir, projet spécial de la 6 Biennale de Moscou, Moscou, Russie, 2015;
- Terra Incognita, expédition en Sibérie du Sud pour la collecte de matériel ethnique et culturel, Moscou, Russie, 2014;
- V-5, L'Espace comme Présence, en partenariat avec A.Galenz et G.Kuznetsov, InteriorDAsein, Berlin, Allemagne, 2012;
- Les Fils de la Grande Ourse, avec G.Kuznetsov, PROEKT FABRIKA, Moscou, Russie, 2011;
- Deux Musées, en partenariat avec G.Vysheslavsky, Champino, Velletri, Italie, 1992.